# Deudorix caerulea
Deudorix caerulea är en fjärilsart som beskrevs av Druce 1890. Deudorix caerulea ingår i släktet Deudorix och familjen juvelvingar. Inga underarter finns listade i Catalogue of Life.